# Takanori Gomi
Takanori Gomi (japanska: 五味隆典?, Gomi Takanori), född 22 september 1978 i Kanagawa, är en japansk MMA-utövare som sedan 2010 tävlar i organisationen Ultimate Fighting Championship. Gomi tävlade tidigare i Pride Fighting Championship där han blev mästare i lättvikt efter att ha vunnit PRIDE 2005 Lightweight Grand Prix.